# ココリコミラクルタイプドラマスペシャル
ココリコミラクルタイプドラマスペシャルはフジテレビのバラエティ番組「ココリコミラクルタイプ」から生まれた特別版ドラマの総称。

## 二重生活（ダブルライフ）
2004年1月7日21:00〜23:00(JST)に放送された2時間ドラマスペシャル。ココリコミラクルタイプDVD「恋のとんこつ味」収録。田中直樹主演。平均視聴率15.3%(ビデオリサーチ関東地区調べ)
サブタイトル「～バレる!?バレない!?妻にも恋人にも内緒で二つの生活送るダメ男の恋愛悲喜劇その結末」

### キャスト
- 近藤大成…田中直樹 
不動産仲介会社「ファイト不動産」社員。
- 野村翔太…遠藤章造 
不動産仲介会社「ファイト不動産」課長。近藤の同期入社
- 近藤仁子…松下由樹 
女性誌「レディース30」副編集長。大成の妻。大成を尻に敷くかかあ天下。旧姓・松田
- 田原愛子 …坂井真紀 
カフェオーナー。近藤と不倫関係、いわゆる「二重生活」を誘惑。
- 沢田研一…八嶋智人 
不動産仲介会社「ファイト不動産」社員。
- 田原恋子…小西真奈美
カフェ店員
- 中森瞳…村上知子
カフェ店員
- 本木清…品川祐 
カメラマン（写真家）
- 布川康…庄司智春 
レディース30編集部
- 堀麻美…加藤夏希 
レディース30編集部
- 産婦人科医…リリー・フランキー
- …ピエール瀧
- エンディングで近藤を見て二重生活を決心する男性…加藤晴彦
- ファイト不動産部長…田山涼成
- 松田美代…倍賞美津子

### スタッフ
- 脚本:鈴木おさむ
- 演出:石井浩二
- プロデュース：牧野正、石井浩二、下山潤

## こんな女は嫌われるSP
通常版での人気コントテーマ「こんな女は嫌われる」から派生したオムニバスドラマ。2005年1月5日21:00～23:08、2006年2月15日21:00～22:48（JST）の2回放送。

### 2005年版
- 奪う女

脚本鈴木おさむ
主演松下由樹
出演遠藤章造、坂井真紀、さとう珠緒、大塚洋、村上大樹、高島雅羅、土田絵理、東ちづる（特別出演）
- プライドの高い女

脚本都築浩
主演小西真奈美
出演田中直樹、三原康可、温水洋一、三田あいり、宮沢紗恵子、塩谷恵子、こだまこずえ、三浦莉香子、須田邦裕、須永慶、浅沼晋平、手塚理美（特別出演）
- 口うるさい女

脚本村上大樹
主演松下由樹
出演八嶋智人、蜷川みほ、伊藤克信、春延朋也、石川ユリコ
- 真っ暗な女

脚本小野沢美暁
主演坂井真紀
出演加藤晴彦、村上知子、加藤夏希、ト字たかお、加藤啓、寺部智英、千代田信一、櫻詩歩、上岡千恵、入江慎也
- したがる女

脚本福田雄一
主演坂井真紀
出演田中直樹、伊藤正之、不波万作、松美里肥、浮田久重、山本エレナ、太田有美、福下恵美、山崎樹範

### 2006年版
- 教える女

脚本福田雄一
主演松下由樹
- 整形した女

脚本鈴木おさむ
主演坂井真紀
- 殴られる女

脚本都築浩
- 主演:小西真奈美、小木茂光
- 結婚しない女

脚本小野沢美焼
主演坂井真紀、青木さやか
- 占われる女(2006年4月5日放送「今夜決定!最低恋愛グランプリ!!」後半)

主演松下由樹
出演田山涼成